# Калининский район (Тверская область)
Кали́нинский район — упразднённая административно-территориальная единица (район) и бывшее муниципальное образование (муниципальный район) на юго-востоке Тверской области России.
Административный центр — город Тверь, который в район не входил и составляет отдельный городской округ.
Законом Тверской области от 26 мая 2023 года муниципальный район преобразован в Калининский муниципальный округ. Административно-территориальная единица (район) тем же законом преобразована в округ.

## География
Площадь 4158 км² — самый большой район области.
Расположен на юге средней части области и граничит:
- на севере — с Лихославльским и Рамешковским районами,
- на востоке — с Кимрским районом
- на юго-востоке — с Конаковским районом
- на юге — с Московской областью, Лотошинский район
- на западе — со Старицким и Торжокским районами.

Основная река округа — Волга, пересекает его с запада на восток на протяжении 95 км (включая Тверь). Ниже Твери Волга переходит в Иваньковское водохранилище. Другие реки — Тверца, Тьма, Шоша, Тьмака, Созь, Орша.
На северо-востоке района обширный болотный массив Оршинский Мох со множеством озёр (Петровские озёра). На юго-востоке часть территории занимает национальный парк «Завидово».
Самая высокая точка района расположена около населенного пункта Лесная поляна по бурашевскому шоссе, её высота более 250 метров над уровнем моря.

## История
Район образован 12 июля 1929 как Тверской район в составе Тверского округа Московской области. В состав района вошли следующие сельсоветы бывшей Тверской губернии:
- из Тверского уезда:
  - из Быковской волости: Моркино-Городищенский, Рязановский
  - из Городенской волости: Семеновский
  - из Ильинской волости: Измайловский
  - из Кушалинской волости: Арининский, Васильевский, Волковский, Кушалинский, Погорельцевский, Юрьевский
  - из Медновской волости: Волынцевский, Гильневский, Заборовский, Избрижский, Кумординский, Медновский, Мухинский, Новинский, Поддубский, Стреневский
  - из Первитинской волости: Новочопровский
  - из Тверской волости: Амачкинский, Арисковский, Башмаковский, Березовецкий, Бойновский, Больше-Кутальский, Борисовский, Бурашевский, Буявинский, Вагжановский, Ведновский, Вишняковский, Володеевский, Глазковский, Голенихинский, Горютовский, Греблевский, Гудковский, Даниловский, Дмитровский, Дубковский, Дубровский, Дуловский, Желтиковский, Жерновский, Заозерский, Заскольский, Зеленецкий, Ивановский, Кашинский, Квакшинский, Колхозный, Краснобский, Краснознаменский, Кривцовский, Кузьминский, Лебедевский, Литвинцевский, Лукинский, Львовский, Лямовский, Лясновский, Максимовский, Малицкий, Мамулинский, Михайловский, Мокро-Пожневский, Найденовский, Неготинский, Некрасинский, Никулинский, Новокаликинский, Оршинский, Осиновский, Перемерковский, Помисовский, Почеповский, Пучниковский, Романовский, Савватеевский, Савкинский, Сбыньевский, Славновский, Старковский, Староконстантиновский, Старопогостинский, Степановский, Тихорецкий, Троицкий, Федосовский, Цветковский, Чудовский, Шепелевский, Шестинский, Щербининский, Эмаусский, Ямский
- из Горицкой волости Кимрского уезда: Петрово-Озерский

25 декабря 1930 года были упразднены Малицкий, Мамулинский, Староконстантиновский и Ямский сельсовет.
15 сентября 1931 года к Тверскому району отошли 12 сельсоветов упразднённого Горицкого района: Афатовский, Волосковский, Жирославский, Иванцевский, Игольщенский, Иевлевский, Раменский, Рогозихинский, Сельцовский, Сенинский, Старовский и Филипковский.
20 ноября 1931 года город Тверь переименован в город Калинин.
15 марта 1932 года Тверской район переименован в Калининский район.
1 июля 1934 года был образован рабочий посёлок Васильевский Мох. При этом был упразднён Васильевский сельсовет.
9 января 1935 года Калининский район был передан в состав Калининской области.
5 марта 1935 года президиум ВЦИК своим постановлением утвердил новую сеть районов Калининской области. Калининский район был разукрупнен с передачей части сельсоветов в состав вновь образованных районов: Емельяновского, Кушалинского, Медновского и Тургиновского.
Указом президиума Верховного Совета РСФСР от 4 июля 1956 года были упразднены Емельяновский, Кушалинский и Медновский районы с передачей части сельсоветов в состав Калининского района.
22 октября 1959 года был упразднен Оршинский район с передачей части его территории в состав Калининского района.
13 февраля 1963 года Калининский район был преобразован в Калининский сельский район с включением в его состав территорий Конаковского и Тургиновского районов. 12 января 1965 года Конаковский район был восстановлен в прежних границах, Калининский сельский район вновь преобразован в район.
На 1 января 1992 года на территории района действовали 3 поселковых (Васильевский Мох, Орша, Суховерково) и 31 сельских советов: Аввакумовский, Андрейковский, Беле-Кушальский, Березинский, Большеборковский, Большегорский, Бурашевский, Верхневолжский, Езвинский, Заволжский, Ильинский, Каблуковский, Красногорский, Кулицкий, Кумординский, Медновский, Митеневский, Михайловский, Мухинский, Нестеровский, Никулинский, Петровский, Полубратовский, Пушкинский, Рождественский, Савватьевский, Славновский, Тургиновский, Черногубовский, Щербининский, Эммаусский. В 1994 году все сельские советы были преобразованы в сельские округа.

## Население
| 1939    | 1959    | 1970    | 1979    | 1989    | 2002    | 2006    | 2009    | 2010    |
| ------- | ------- | ------- | ------- | ------- | ------- | ------- | ------- | ------- |
| 49 799  | ↗59 677 | ↗65 772 | ↘56 579 | ↗58 330 | ↘54 857 | ↘51 400 | ↘48 610 | ↗52 047 |
| 2011    | 2012    | 2013    | 2014    | 2015    | 2016    | 2017    | 2018    | 2019    |
| ↘51 882 | ↘50 958 | ↘50 732 | ↘50 452 | ↘49 951 | ↘49 730 | ↘49 407 | ↘49 300 | ↗49 400 |
| 2020    | 2021    |         |         |         |         |         |         |         |
| ↗50 289 | ↗55 783 |         |         |         |         |         |         |         |

### Урбанизация
Городское население (посёлки городского типа Васильевский Мох, Орша и Суховерково) составляет 8.69 % от всего населения района.

### Национальный состав
По итогам переписи населения 2020 года проживали следующие национальности (национальности менее 0,1 % и другое, см. в сноске к строке «Другие»):
| Национальность | Численность, чел. | Доля     |
| -------------- | ----------------- | -------- |
| Русские        | 49 517            | 88,77 %  |
| Таджики        | 622               | 1,12 %   |
| Армяне         | 431               | 0,77 %   |
| Цыгане         | 315               | 0,56 %   |
| Украинцы       | 287               | 0,51 %   |
| Татары         | 256               | 0,46 %   |
| Узбеки         | 208               | 0,37 %   |
| Азербайджанцы  | 206               | 0,37 %   |
| Чеченцы        | 127               | 0,23 %   |
| Белорусы       | 99                | 0,18 %   |
| Карелы         | 85                | 0,15 %   |
| Киргизы        | 76                | 0,14 %   |
| Другие         | 3554              | 6,37 %   |
| Итого          | 55 783            | 100,00 % |

## Административно-муниципальное устройство
В Калининский район, с точки зрения административно-территориального устройства области, входят 18 поселений.
Муниципальный район, в рамках организации местного самоуправления, делился на 18 муниципальных образований, в том числе три городских и 15 сельских поселений:
| №        | Муниципальное образование         | Административный центр           | Количество населённых пунктов | Население (чел.) | Площадь (км²) |
| -------- | --------------------------------- | -------------------------------- | ----------------------------- | ---------------- | ------------- |
| 1e-06    | Городские поселения:              |                                  |                               |                  |               |
| 1        | посёлок Васильевский Мох          | пгт Васильевский Мох             | 1                             | ↗2309            | 3,78          |
| 2        | посёлок Орша                      | пгт Орша                         | 1                             | ↘1974            | 3,86          |
| 3        | посёлок Суховерково               | пгт Суховерково                  | 1                             | ↘562             | 1,67          |
| 3.000002 | Сельские поселения:               |                                  |                               |                  |               |
| 4        | Аввакумовское сельское поселение  | деревня Аввакумово               | 13                            | ↗3043            | 68,52         |
| 5        | Бурашевское сельское поселение    | село Бурашево                    | 67                            | ↗5446            | 273,62        |
| 6        | Верхневолжское сельское поселение | деревня Квакшино                 | 115                           | ↗4773            | 676,81        |
| 7        | Заволжское сельское поселение     | посёлок Заволжский               | 32                            | ↗5233            | 190,74        |
| 8        | Каблуковское сельское поселение   | село Каблуково                   | 44                            | ↘2303            | 646,15        |
| 9        | Красногорское сельское поселение  | село Красная Гора                | 28                            | ↘1828            | 249,70        |
| 10       | Кулицкое сельское поселение       | железнодорожная станция Кулицкая | 36                            | ↘1472            | 158,83        |
| 11       | Медновское сельское поселение     | село Медное                      | 56                            | ↘4323            | 477,27        |
| 12       | Михайловское сельское поселение   | село Михайловское                | 23                            | ↗5416            | 364,00        |
| 13       | Никулинское сельское поселение    | деревня Никулино                 | 23                            | ↗5603            | 149,45        |
| 14       | Славновское сельское поселение    | деревня Славное                  | 40                            | ↘1229            | 430,95        |
| 15       | Тургиновское сельское поселение   | село Тургиново                   | 39                            | ↘1252            | 375,17        |
| 16       | Черногубовское сельское поселение | деревня Черногубово              | 16                            | ↗2705            | 43,83         |
| 17       | Щербининское сельское поселение   | деревня Щербинино                | 14                            | ↘1916            | 90,09         |
| 18       | Эммаусское сельское поселение     | посёлок Эммаусс                  | 20                            | ↗4396            | 88,30         |

В 2023 году все поселения вместе с муниципальным районом были упразднены и объединены в Калининский муниципальный округ.

## Населённые пункты
В Калининском округе 569 населённых пунктов.
| №   | Населённый пункт                                       | Тип                     | Население                                                                                  | Муниципальное образование         |
| --- | ------------------------------------------------------ | ----------------------- | ------------------------------------------------------------------------------------------ | --------------------------------- |
| 1   | Абутьково                                              | деревня                 | 1                                                                                          | Верхневолжское сельское поселение |
| 2   | Аввакумово                                             | деревня                 | ↘1284                                                                                      | Аввакумовское сельское поселение  |
| 3   | Азарниково                                             | деревня                 | 20                                                                                         | Щербининское сельское поселение   |
| 4   | Аксинькино                                             | деревня                 | 12                                                                                         | Бурашевское сельское поселение    |
| 5   | Александровка                                          | деревня                 | 15                                                                                         | Михайловское сельское поселение   |
| 6   | Алексеевское                                           | деревня                 | 6                                                                                          | Бурашевское сельское поселение    |
| 7   | Амачкино                                               | деревня                 | 1                                                                                          | Славновское сельское поселение    |
| 8   | Ананьино                                               | деревня                 | 1                                                                                          | Бурашевское сельское поселение    |
| 9   | Ананьино                                               | деревня                 | 0                                                                                          | Верхневолжское сельское поселение |
| 10  | Анашкино                                               | деревня                 | 8                                                                                          | Каблуковское сельское поселение   |
| 11  | Андреевское                                            | деревня                 | ↘41                                                                                        | Заволжское сельское поселение     |
| 12  | Андрейково                                             | деревня                 | ↘387                                                                                       | Бурашевское сельское поселение    |
| 13  | Андрейково                                             | деревня                 | 23                                                                                         | Никулинское сельское поселение    |
| 14  | Андрианово                                             | деревня                 | 42                                                                                         | Черногубовское сельское поселение |
| 15  | Анисимово                                              | деревня                 | ↘11                                                                                        | Верхневолжское сельское поселение |
| 16  | Антоново                                               | деревня                 | 8                                                                                          | Красногорское сельское поселение  |
| 17  | Арининское                                             | деревня                 | ↘102                                                                                       | Славновское сельское поселение    |
| 18  | Арисково                                               | деревня                 | 12                                                                                         | Верхневолжское сельское поселение |
| 19  | Аркатово                                               | деревня                 | 129                                                                                        | Аввакумовское сельское поселение  |
| 20  | Асаевские Горки                                        | деревня                 | 0                                                                                          | Красногорское сельское поселение  |
| 21  | Астафьево                                              | деревня                 | ↘6                                                                                         | Тургиновское сельское поселение   |
| 22  | Афанасьево                                             | деревня                 | 1                                                                                          | Красногорское сельское поселение  |
| 23  | Афимьино                                               | деревня                 | →1                                                                                         | Тургиновское сельское поселение   |
| 24  | Базыкино                                               | деревня                 | 30                                                                                         | Верхневолжское сельское поселение |
| 25  | Бакшеево                                               | деревня                 | 45                                                                                         | Щербининское сельское поселение   |
| 26  | Балаково                                               | деревня                 | ↗9                                                                                         | Тургиновское сельское поселение   |
| 27  | Баламутово                                             | деревня                 | 20                                                                                         | Михайловское сельское поселение   |
| 28  | Батино                                                 | деревня                 | 29                                                                                         | Черногубовское сельское поселение |
| 29  | Башмаково                                              | деревня                 | 1                                                                                          | Верхневолжское сельское поселение |
| 30  | Беблево                                                | деревня                 | 10                                                                                         | Верхневолжское сельское поселение |
| 31  | Бегуново                                               | деревня                 | 0                                                                                          | Верхневолжское сельское поселение |
| 32  | Беклемишево                                            | деревня                 | 21                                                                                         | Аввакумовское сельское поселение  |
| 33  | Белавино                                               | деревня                 | ↘28                                                                                        | Бурашевское сельское поселение    |
| 34  | Беле-Кушальское                                        | село                    | ↘389                                                                                       | Славновское сельское поселение    |
| 35  | Бельцы                                                 | деревня                 | 6                                                                                          | Верхневолжское сельское поселение |
| 36  | Берглезово                                             | деревня                 | ↘1                                                                                         | Медновское сельское поселение     |
| 37  | Березино                                               | деревня                 | ↗485                                                                                       | Бурашевское сельское поселение    |
| 38  | Беседы                                                 | деревня                 | ↘10                                                                                        | Красногорское сельское поселение  |
| 39  | Бирюлино                                               | деревня                 | 8                                                                                          | Бурашевское сельское поселение    |
| 40  | Благодатная                                            | деревня                 | ↘1                                                                                         | Верхневолжское сельское поселение |
| 41  | Блиново                                                | деревня                 | 0                                                                                          | Верхневолжское сельское поселение |
| 42  | Бойково                                                | деревня                 | 1                                                                                          | Бурашевское сельское поселение    |
| 43  | Бойково                                                | деревня                 | 33                                                                                         | Кулицкое сельское поселение       |
| 44  | Большие Борки                                          | деревня                 | ↗416                                                                                       | Заволжское сельское поселение     |
| 45  | Большие Горки                                          | деревня                 | ↘163                                                                                       | Тургиновское сельское поселение   |
| 46  | Большие Селищи                                         | деревня                 | ↘13                                                                                        | Верхневолжское сельское поселение |
| 47  | Большое Бесково                                        | деревня                 | 1                                                                                          | Верхневолжское сельское поселение |
| 48  | Бор                                                    | деревня                 | 1                                                                                          | Заволжское сельское поселение     |
| 49  | Бордино                                                | деревня                 | 1                                                                                          | Верхневолжское сельское поселение |
| 50  | Борзенево                                              | деревня                 | 21                                                                                         | Каблуковское сельское поселение   |
| 51  | Борисково                                              | деревня                 | 0                                                                                          | Красногорское сельское поселение  |
| 52  | Борисово                                               | деревня                 | 1                                                                                          | Славновское сельское поселение    |
| 53  | Боровлево                                              | деревня                 | 13                                                                                         | Бурашевское сельское поселение    |
| 54  | Бортниково                                             | деревня                 | ↗89                                                                                        | Каблуковское сельское поселение   |
| 55  | Бочарниково                                            | деревня                 | 12                                                                                         | Славновское сельское поселение    |
| 56  | Бреднево                                               | деревня                 | ↘1                                                                                         | Тургиновское сельское поселение   |
| 57  | Брусилово                                              | деревня                 | 41                                                                                         | Никулинское сельское поселение    |
| 58  | Брыково                                                | деревня                 | ↘198                                                                                       | Тургиновское сельское поселение   |
| 59  | Брянцево                                               | железнодорожная станция | 40                                                                                         | Черногубовское сельское поселение |
| 60  | Букарево                                               | деревня                 | ↘43                                                                                        | Медновское сельское поселение     |
| 61  | Букстово                                               | деревня                 | 1                                                                                          | Верхневолжское сельское поселение |
| 62  | Бурашево                                               | село                    | ↗1529                                                                                      | Бурашевское сельское поселение    |
| 63  | Буявино                                                | деревня                 | ↘23                                                                                        | Медновское сельское поселение     |
| 64  | Быково                                                 | деревня                 | ↘6                                                                                         | Верхневолжское сельское поселение |
| 65  | Быково                                                 | деревня                 | ↘1                                                                                         | Каблуковское сельское поселение   |
| 66  | Васильевский Мох                                       | пгт                     | ↗2309                                                                                      | посёлок Васильевский Мох          |
| 67  | Васильевское                                           | село                    | ↘182                                                                                       | Михайловское сельское поселение   |
| 68  | Васильково                                             | деревня                 | 1                                                                                          | Каблуковское сельское поселение   |
| 69  | Вахново                                                | деревня                 | 14                                                                                         | Верхневолжское сельское поселение |
| 70  | Вашутино                                               | деревня                 | 16                                                                                         | Верхневолжское сельское поселение |
| 71  | Великое Село                                           | деревня                 | 7                                                                                          | Кулицкое сельское поселение       |
| 72  | Вески                                                  | деревня                 | 73                                                                                         | Бурашевское сельское поселение    |
| 73  | Ветлино                                                | деревня                 | 24                                                                                         | Черногубовское сельское поселение |
| 74  | Видогощи                                               | деревня                 | ↘33                                                                                        | Каблуковское сельское поселение   |
| 75  | Вишенки                                                | деревня                 | ↘47                                                                                        | Бурашевское сельское поселение    |
| 76  | Вишняково                                              | деревня                 | 17                                                                                         | Михайловское сельское поселение   |
| 77  | Власьево                                               | деревня                 | 19                                                                                         | Михайловское сельское поселение   |
| 78  | Войлово                                                | деревня                 | 16                                                                                         | Верхневолжское сельское поселение |
| 79  | Волнино                                                | деревня                 | ↘10                                                                                        | Тургиновское сельское поселение   |
| 80  | Вологино                                               | деревня                 | 16                                                                                         | Верхневолжское сельское поселение |
| 81  | Володеево                                              | деревня                 | 21                                                                                         | Красногорское сельское поселение  |
| 82  | Володино                                               | деревня                 | 39                                                                                         | Бурашевское сельское поселение    |
| 83  | Волосово                                               | деревня                 | 0                                                                                          | Верхневолжское сельское поселение |
| 84  | Волынцево                                              | деревня                 | ↗27                                                                                        | Медновское сельское поселение     |
| 85  | Воскресенское                                          | деревня                 | ↘40                                                                                        | Эммаусское сельское поселение     |
| 86  | Восток                                                 | посёлок                 | 314                                                                                        | Славновское сельское поселение    |
| 87  | Всехсвятское                                           | деревня                 | 1                                                                                          | Каблуковское сельское поселение   |
| 88  | Вязьма                                                 | деревня                 | 0                                                                                          | Верхневолжское сельское поселение |
| 89  | Гильнево                                               | деревня                 | 9                                                                                          | Заволжское сельское поселение     |
| 90  | Гинделево                                              | деревня                 | 1                                                                                          | Верхневолжское сельское поселение |
| 91  | Глазково                                               | деревня                 | 299                                                                                        | Михайловское сельское поселение   |
| 92  | Глездово                                               | деревня                 | 5                                                                                          | Бурашевское сельское поселение    |
| 93  | Глинки                                                 | деревня                 | ↗28                                                                                        | Медновское сельское поселение     |
| 94  | Глинково                                               | деревня                 | 76                                                                                         | Никулинское сельское поселение    |
| 95  | Гнильцы                                                | деревня                 | 5                                                                                          | Заволжское сельское поселение     |
| 96  | Голениха                                               | деревня                 | ↗31                                                                                        | Эммаусское сельское поселение     |
| 97  | Голобово                                               | деревня                 | ↗11                                                                                        | Медновское сельское поселение     |
| 98  | Головачево                                             | деревня                 | ↗14                                                                                        | Тургиновское сельское поселение   |
| 99  | Головино                                               | деревня                 | 11                                                                                         | Славновское сельское поселение    |
| 100 | Горбово                                                | деревня                 | 46                                                                                         | Славновское сельское поселение    |
| 101 | Городище                                               | деревня                 | ↘128                                                                                       | Черногубовское сельское поселение |
| 102 | Городище                                               | деревня                 | ↘30                                                                                        | Эммаусское сельское поселение     |
| 103 | Городня                                                | деревня                 | 70                                                                                         | Заволжское сельское поселение     |
| 104 | Горохово                                               | деревня                 | ↘89                                                                                        | Эммаусское сельское поселение     |
| 105 | Горютино                                               | деревня                 | ↗213                                                                                       | Аввакумовское сельское поселение  |
| 106 | Гостилково                                             | деревня                 | 5                                                                                          | Заволжское сельское поселение     |
| 107 | Греблево                                               | деревня                 | 7                                                                                          | Бурашевское сельское поселение    |
| 108 | Григорьево                                             | деревня                 | ↘7                                                                                         | Славновское сельское поселение    |
| 109 | Гридино                                                | деревня                 | 1                                                                                          | Верхневолжское сельское поселение |
| 110 | Гришино                                                | деревня                 | 11                                                                                         | Верхневолжское сельское поселение |
| 111 | Гришино                                                | деревня                 | 1                                                                                          | Верхневолжское сельское поселение |
| 112 | Гришкино Большое                                       | деревня                 | 12                                                                                         | Бурашевское сельское поселение    |
| 113 | Гришкино Малое                                         | деревня                 | 1                                                                                          | Бурашевское сельское поселение    |
| 114 | Губино                                                 | деревня                 | 86                                                                                         | Бурашевское сельское поселение    |
| 115 | Губино                                                 | деревня                 | ↘13                                                                                        | Эммаусское сельское поселение     |
| 116 | Гудково                                                | деревня                 | ↘0                                                                                         | Медновское сельское поселение     |
| 117 | Гудово                                                 | деревня                 | 1                                                                                          | Красногорское сельское поселение  |
| 118 | Давыдово                                               | деревня                 | 13                                                                                         | Кулицкое сельское поселение       |
| 119 | Давыдово                                               | деревня                 | 12                                                                                         | Славновское сельское поселение    |
| 120 | Даниловское                                            | деревня                 | 475                                                                                        | Никулинское сельское поселение    |
| 121 | Денисово                                               | деревня                 | 1                                                                                          | Славновское сельское поселение    |
| 122 | Дмитрово-Черкассы                                      | посёлок                 | 530                                                                                        | Заволжское сельское поселение     |
| 123 | Дмитровское                                            | деревня                 | 320                                                                                        | Заволжское сельское поселение     |
| 124 | Дмитровское                                            | деревня                 | ↗333                                                                                       | Медновское сельское поселение     |
| 125 | Доборшино                                              | деревня                 | 0                                                                                          | Красногорское сельское поселение  |
| 126 | Долгушево                                              | деревня                 | 7                                                                                          | Славновское сельское поселение    |
| 127 | Долматово                                              | деревня                 | 24                                                                                         | Михайловское сельское поселение   |
| 128 | Домниково                                              | деревня                 | ↘13                                                                                        | Каблуковское сельское поселение   |
| 129 | Доншино                                                | деревня                 | 1                                                                                          | Заволжское сельское поселение     |
| 130 | Дорожкино                                              | деревня                 | 1                                                                                          | Аввакумовское сельское поселение  |
| 131 | Дубково                                                | деревня                 | 9                                                                                          | Кулицкое сельское поселение       |
| 132 | Дубровки                                               | деревня                 | 26                                                                                         | Красногорское сельское поселение  |
| 133 | Дубровки                                               | деревня                 | 116                                                                                        | Черногубовское сельское поселение |
| 134 | Дуденёво                                               | деревня                 | 17                                                                                         | Заволжское сельское поселение     |
| 135 | Дуденцы                                                | село                    | 9                                                                                          | Верхневолжское сельское поселение |
| 136 | Дудино                                                 | деревня                 | ↗18                                                                                        | Тургиновское сельское поселение   |
| 137 | Дьяково                                                | деревня                 | 30                                                                                         | Кулицкое сельское поселение       |
| 138 | Дягелево                                               | деревня                 | 0                                                                                          | Каблуковское сельское поселение   |
| 139 | Езвино                                                 | деревня                 | ↘324                                                                                       | Бурашевское сельское поселение    |
| 140 | Ельзово                                                | деревня                 | 6                                                                                          | Верхневолжское сельское поселение |
| 141 | Емельянцево                                            | деревня                 | 1                                                                                          | Верхневолжское сельское поселение |
| 142 | Жданово                                                | деревня                 | ↘54                                                                                        | Аввакумовское сельское поселение  |
| 143 | Жданово                                                | деревня                 | →0                                                                                         | Медновское сельское поселение     |
| 144 | Желнино                                                | деревня                 | 1                                                                                          | Бурашевское сельское поселение    |
| 145 | Жирносово                                              | деревня                 | 1                                                                                          | Кулицкое сельское поселение       |
| 146 | Жорновка                                               | деревня                 | ↗56                                                                                        | Михайловское сельское поселение   |
| 147 | Заболотье                                              | деревня                 | ↘6                                                                                         | Кулицкое сельское поселение       |
| 148 | Заборовье                                              | деревня                 | ↘260                                                                                       | Каблуковское сельское поселение   |
| 149 | Заборовье                                              | село                    | ↗22                                                                                        | Медновское сельское поселение     |
| 150 | Заборье                                                | деревня                 | 6                                                                                          | Красногорское сельское поселение  |
| 151 | Заволжский                                             | посёлок                 | ↘2400                                                                                      | Заволжское сельское поселение     |
| 152 | Загородный                                             | посёлок                 | 498                                                                                        | Михайловское сельское поселение   |
| 153 | Заовражье                                              | деревня                 | 1                                                                                          | Верхневолжское сельское поселение |
| 154 | Заозерье                                               | деревня                 | 1                                                                                          | Верхневолжское сельское поселение |
| 155 | Заречье                                                | деревня                 | 36                                                                                         | Кулицкое сельское поселение       |
| 156 | Заречье                                                | деревня                 | ↗78                                                                                        | Тургиновское сельское поселение   |
| 157 | Захарово                                               | деревня                 | 1                                                                                          | Верхневолжское сельское поселение |
| 158 | Захарьино                                              | деревня                 | 54                                                                                         | Бурашевское сельское поселение    |
| 159 | Захарьино                                              | деревня                 | 10                                                                                         | Каблуковское сельское поселение   |
| 160 | Захеево                                                | деревня                 | 19                                                                                         | Бурашевское сельское поселение    |
| 161 | Зверево                                                | деревня                 | 1                                                                                          | Верхневолжское сельское поселение |
| 162 | Зеленец                                                | деревня                 | 25                                                                                         | Заволжское сельское поселение     |
| 163 | Зерново                                                | деревня                 | 8                                                                                          | Верхневолжское сельское поселение |
| 164 | Зиновьево                                              | деревня                 | ↘12                                                                                        | Верхневолжское сельское поселение |
| 165 | Зиновьево                                              | деревня                 | ↗1                                                                                         | Тургиновское сельское поселение   |
| 166 | Зинцово                                                | деревня                 | ↗7                                                                                         | Тургиновское сельское поселение   |
| 167 | Змеево                                                 | деревня                 | ↗70                                                                                        | Медновское сельское поселение     |
| 168 | Змеёво                                                 | деревня                 | 1                                                                                          | Михайловское сельское поселение   |
| 169 | Зуево                                                  | деревня                 | 1                                                                                          | Красногорское сельское поселение  |
| 170 | Ивановские Горки                                       | деревня                 | 10                                                                                         | Кулицкое сельское поселение       |
| 171 | Ивановское                                             | деревня                 | ↗8                                                                                         | Кулицкое сельское поселение       |
| 172 | Ивановское                                             | деревня                 | ↗29                                                                                        | Медновское сельское поселение     |
| 173 | Иванцево                                               | деревня                 | 1                                                                                          | Верхневолжское сельское поселение |
| 174 | Иванцево                                               | деревня                 | →0                                                                                         | Медновское сельское поселение     |
| 175 | Иваньково                                              | деревня                 | 1                                                                                          | Каблуковское сельское поселение   |
| 176 | Игнатово                                               | деревня                 | 17                                                                                         | Бурашевское сельское поселение    |
| 177 | Игрище                                                 | деревня                 | ↘5                                                                                         | Медновское сельское поселение     |
| 178 | Иенево                                                 | деревня                 | 13                                                                                         | Каблуковское сельское поселение   |
| 179 | Избрижье                                               | деревня                 | ↗15                                                                                        | Заволжское сельское поселение     |
| 180 | Изворотень                                             | деревня                 | 54                                                                                         | Михайловское сельское поселение   |
| 181 | Измайлово                                              | деревня                 | 18                                                                                         | Бурашевское сельское поселение    |
| 182 | Ильино                                                 | деревня                 | 1                                                                                          | Каблуковское сельское поселение   |
| 183 | Ильино                                                 | деревня                 | 0                                                                                          | Каблуковское сельское поселение   |
| 184 | Ильинское                                              | село                    | ↗401                                                                                       | Бурашевское сельское поселение    |
| 185 | Каблуково                                              | село                    | ↘223                                                                                       | Каблуковское сельское поселение   |
| 186 | Кадино                                                 | деревня                 | ↗39                                                                                        | Медновское сельское поселение     |
| 187 | Калиново                                               | деревня                 | 24                                                                                         | Никулинское сельское поселение    |
| 188 | Калистово                                              | деревня                 | 7                                                                                          | Верхневолжское сельское поселение |
| 189 | Калистово                                              | деревня                 | ↗25                                                                                        | Тургиновское сельское поселение   |
| 190 | Калошино                                               | деревня                 | 24                                                                                         | Аввакумовское сельское поселение  |
| 191 | Калошино                                               | деревня                 | 1                                                                                          | Верхневолжское сельское поселение |
| 192 | Каменка                                                | деревня                 | ↗38                                                                                        | Бурашевское сельское поселение    |
| 193 | Кашенцево                                              | деревня                 | ↗12                                                                                        | Медновское сельское поселение     |
| 194 | Кашино                                                 | деревня                 | 1                                                                                          | Верхневолжское сельское поселение |
| 195 | Квакшино                                               | деревня                 | ↘1027                                                                                      | Верхневолжское сельское поселение |
| 196 | Киверниково                                            | деревня                 | 1                                                                                          | Верхневолжское сельское поселение |
| 197 | Киево                                                  | деревня                 | 13                                                                                         | Кулицкое сельское поселение       |
| 198 | Киселево                                               | деревня                 | 7                                                                                          | Верхневолжское сельское поселение |
| 199 | Кишкино                                                | деревня                 | 1                                                                                          | Верхневолжское сельское поселение |
| 200 | Клеопино                                               | деревня                 | ↘5                                                                                         | Верхневолжское сельское поселение |
| 201 | Климтино                                               | деревня                 | 1                                                                                          | Верхневолжское сельское поселение |
| 202 | Княгинькино                                            | деревня                 | 5                                                                                          | Верхневолжское сельское поселение |
| 203 | Князево                                                | деревня                 | 0                                                                                          | Верхневолжское сельское поселение |
| 204 | Князево                                                | деревня                 | 21                                                                                         | Кулицкое сельское поселение       |
| 205 | Князево                                                | деревня                 | ↘15                                                                                        | Медновское сельское поселение     |
| 206 | Кобячево                                               | деревня                 | ↘1                                                                                         | Медновское сельское поселение     |
| 207 | Козино                                                 | деревня                 | ↘20                                                                                        | Медновское сельское поселение     |
| 208 | Козлово                                                | деревня                 | →0                                                                                         | Тургиновское сельское поселение   |
| 209 | Козлятьево                                             | деревня                 | 1                                                                                          | Щербининское сельское поселение   |
| 210 | Коленовка                                              | деревня                 | ↘9                                                                                         | Эммаусское сельское поселение     |
| 211 | Коленово                                               | деревня                 | 12                                                                                         | Славновское сельское поселение    |
| 212 | Колесниково                                            | деревня                 | 58                                                                                         | Бурашевское сельское поселение    |
| 213 | Колталово                                              | деревня                 | 800                                                                                        | Красногорское сельское поселение  |
| 214 | Кольцово                                               | деревня                 | 24                                                                                         | Бурашевское сельское поселение    |
| 215 | Комсомольский                                          | посёлок                 | 237                                                                                        | Верхневолжское сельское поселение |
| 216 | Копылево                                               | деревня                 | ↘11                                                                                        | Кулицкое сельское поселение       |
| 217 | Кордон                                                 | населённый пункт        | 1                                                                                          | Заволжское сельское поселение     |
| 218 | Коробеино                                              | деревня                 | 1                                                                                          | Бурашевское сельское поселение    |
| 219 | Коробейкино                                            | деревня                 | 1                                                                                          | Каблуковское сельское поселение   |
| 220 | Костьково                                              | деревня                 | ↘12                                                                                        | Тургиновское сельское поселение   |
| 221 | Котельниково                                           | деревня                 | ↗8                                                                                         | Верхневолжское сельское поселение |
| 222 | Котово                                                 | деревня                 | 0                                                                                          | Верхневолжское сельское поселение |
| 223 | Кошелево                                               | деревня                 | 8                                                                                          | Верхневолжское сельское поселение |
| 224 | Кошелево                                               | деревня                 | →0                                                                                         | Тургиновское сельское поселение   |
| 225 | Красная Гора                                           | село                    | ↗594                                                                                       | Красногорское сельское поселение  |
| 226 | Красная Горка                                          | деревня                 | ↘121                                                                                       | Тургиновское сельское поселение   |
| 227 | Красная Новь                                           | деревня                 | 53                                                                                         | Бурашевское сельское поселение    |
| 228 | Красная Пресня                                         | деревня                 | ↘43                                                                                        | Кулицкое сельское поселение       |
| 229 | Красново                                               | деревня                 | ↗33                                                                                        | Никулинское сельское поселение    |
| 230 | Красный Бор                                            | деревня                 | ↘33                                                                                        | Кулицкое сельское поселение       |
| 231 | Кривцово                                               | деревня                 | 183                                                                                        | Никулинское сельское поселение    |
| 232 | Круплянка                                              | деревня                 | 5                                                                                          | Верхневолжское сельское поселение |
| 233 | Крупшево                                               | деревня                 | ↘30                                                                                        | Каблуковское сельское поселение   |
| 234 | Крутые Горки                                           | деревня                 | ↗1                                                                                         | Медновское сельское поселение     |
| 235 | Крюково                                                | деревня                 | 8                                                                                          | Верхневолжское сельское поселение |
| 236 | Кувшиново                                              | деревня                 | 68                                                                                         | Михайловское сельское поселение   |
| 237 | Кузьминка                                              | железнодорожная станция | 52                                                                                         | Щербининское сельское поселение   |
| 238 | Кузьминское                                            | село                    | ↘69                                                                                        | Эммаусское сельское поселение     |
| 239 | Кулицкая                                               | железнодорожная станция | ↘951                                                                                       | Кулицкое сельское поселение       |
| 240 | Кумордино                                              | деревня                 | ↘375                                                                                       | Медновское сельское поселение     |
| 241 | Кунькино                                               | деревня                 | 12                                                                                         | Верхневолжское сельское поселение |
| 242 | Курганово                                              | деревня                 | 9                                                                                          | Каблуковское сельское поселение   |
| 243 | Куркино                                                | деревня                 | 8                                                                                          | Бурашевское сельское поселение    |
| 244 | Курково                                                | деревня                 | 0                                                                                          | Красногорское сельское поселение  |
| 245 | Курово                                                 | деревня                 | 0                                                                                          | Верхневолжское сельское поселение |
| 246 | Курово                                                 | деревня                 | ↘1                                                                                         | Медновское сельское поселение     |
| 247 | Курово                                                 | деревня                 | 44                                                                                         | Никулинское сельское поселение    |
| 248 | Кустова Сторожка                                       | населённый пункт        | 0                                                                                          | Никулинское сельское поселение    |
| 249 | Кустово                                                | деревня                 | 17                                                                                         | Кулицкое сельское поселение       |
| 250 | Лапино                                                 | деревня                 | ↗20                                                                                        | Тургиновское сельское поселение   |
| 251 | Лаптево                                                | деревня                 | 0                                                                                          | Красногорское сельское поселение  |
| 252 | Лебедево                                               | деревня                 | ↘158                                                                                       | Никулинское сельское поселение    |
| 253 | Левково                                                | деревня                 | 0                                                                                          | Верхневолжское сельское поселение |
| 254 | Левобережная                                           | деревня                 | 10                                                                                         | Каблуковское сельское поселение   |
| 255 | Лели                                                   | деревня                 | 8                                                                                          | Бурашевское сельское поселение    |
| 256 | Лесная Поляна                                          | деревня                 | 1                                                                                          | Бурашевское сельское поселение    |
| 257 | Леушино                                                | деревня                 | 19                                                                                         | Верхневолжское сельское поселение |
| 258 | Лисицы                                                 | деревня                 | ↘36                                                                                        | Каблуковское сельское поселение   |
| 259 | Литвинцево                                             | деревня                 | 20                                                                                         | Каблуковское сельское поселение   |
| 260 | Литобоево                                              | деревня                 | 0                                                                                          | Верхневолжское сельское поселение |
| 261 | Логуново                                               | деревня                 | 11                                                                                         | Заволжское сельское поселение     |
| 262 | Лукино                                                 | деревня                 | 79                                                                                         | Аввакумовское сельское поселение  |
| 263 | Лукьяново                                              | деревня                 | 1                                                                                          | Бурашевское сельское поселение    |
| 264 | Львово                                                 | деревня                 | 1                                                                                          | Бурашевское сельское поселение    |
| 265 | Львово                                                 | деревня                 | 13                                                                                         | Верхневолжское сельское поселение |
| 266 | Любалево                                               | деревня                 | 7                                                                                          | Верхневолжское сельское поселение |
| 267 | Люшино                                                 | деревня                 | 14                                                                                         | Верхневолжское сельское поселение |
| 268 | Лямово                                                 | деревня                 | 40                                                                                         | Кулицкое сельское поселение       |
| 269 | Лясково                                                | деревня                 | 12                                                                                         | Кулицкое сельское поселение       |
| 270 | Малая Избрижка                                         | деревня                 | ↘0                                                                                         | Медновское сельское поселение     |
| 271 | Малиновка                                              | деревня                 | ↗9                                                                                         | Тургиновское сельское поселение   |
| 272 | Малое Алексеевское                                     | деревня                 | 7                                                                                          | Бурашевское сельское поселение    |
| 273 | Малое Бесково                                          | деревня                 | →0                                                                                         | Тургиновское сельское поселение   |
| 274 | Малое Селище                                           | деревня                 | 0                                                                                          | Бурашевское сельское поселение    |
| 275 | Малое Селище                                           | деревня                 | 0                                                                                          | Верхневолжское сельское поселение |
| 276 | Малые Борки                                            | деревня                 | 0                                                                                          | Заволжское сельское поселение     |
| 277 | Малые Горки                                            | деревня                 | 6                                                                                          | Верхневолжское сельское поселение |
| 278 | Марково                                                | деревня                 | 0                                                                                          | Верхневолжское сельское поселение |
| 279 | Марьино                                                | деревня                 | 0                                                                                          | Верхневолжское сельское поселение |
| 280 | Марьино                                                | деревня                 | 0                                                                                          | Каблуковское сельское поселение   |
| 281 | Марьино                                                | деревня                 | 1                                                                                          | Славновское сельское поселение    |
| 282 | Марьино                                                | деревня                 | 1                                                                                          | Щербининское сельское поселение   |
| 283 | Маслово                                                | деревня                 | ↘22                                                                                        | Щербининское сельское поселение   |
| 284 | Матвеевское                                            | деревня                 | 7                                                                                          | Верхневолжское сельское поселение |
| 285 | Матеево                                                | деревня                 | 1                                                                                          | Верхневолжское сельское поселение |
| 286 | Мачехин Конец                                          | деревня                 | ↘0                                                                                         | Славновское сельское поселение    |
| 287 | Маяк                                                   | посёлок                 | 1                                                                                          | Бурашевское сельское поселение    |
| 288 | Медвежье                                               | деревня                 | ↘10                                                                                        | Тургиновское сельское поселение   |
| 289 | Медное                                                 | село                    | ↘2645                                                                                      | Медновское сельское поселение     |
| 290 | Мелечкино                                              | деревня                 | ↘315                                                                                       | Тургиновское сельское поселение   |
| 291 | Мельниково                                             | деревня                 | 60                                                                                         | Черногубовское сельское поселение |
| 292 | Мерлово                                                | деревня                 | 10                                                                                         | Славновское сельское поселение    |
| 293 | Мермерины                                              | деревня                 | ↘742                                                                                       | Медновское сельское поселение     |
| 294 | Металлистов                                            | посёлок                 | 1757                                                                                       | Михайловское сельское поселение   |
| 295 | Миснево                                                | деревня                 | ↘12                                                                                        | Эммаусское сельское поселение     |
| 296 | Митенево                                               | деревня                 | ↘221                                                                                       | Верхневолжское сельское поселение |
| 297 | Митяево                                                | деревня                 | 61                                                                                         | Бурашевское сельское поселение    |
| 298 | Михайловское                                           | село                    | ↘426                                                                                       | Михайловское сельское поселение   |
| 299 | Михеево                                                | деревня                 | ↘1                                                                                         | Медновское сельское поселение     |
| 300 | Мишнево                                                | деревня                 | 16                                                                                         | Каблуковское сельское поселение   |
| 301 | Мозжарино                                              | деревня                 | 20                                                                                         | Никулинское сельское поселение    |
| 302 | Моркино Городище                                       | деревня                 | ↘19                                                                                        | Красногорское сельское поселение  |
| 303 | Мотавино                                               | деревня                 | 62                                                                                         | Никулинское сельское поселение    |
| 304 | Мухино                                                 | деревня                 | ↘110                                                                                       | Кулицкое сельское поселение       |
| 305 | Мухино                                                 | деревня                 | ↘8                                                                                         | Медновское сельское поселение     |
| 306 | Мухино-Городище                                        | деревня                 | 17                                                                                         | Заволжское сельское поселение     |
| 307 | Мятлево                                                | деревня                 | ↘35                                                                                        | Эммаусское сельское поселение     |
| 308 | Наквасино                                              | деревня                 | 10                                                                                         | Славновское сельское поселение    |
| 309 | Напрудное                                              | деревня                 | 19                                                                                         | Никулинское сельское поселение    |
| 310 | Настасино                                              | деревня                 | 8                                                                                          | Славновское сельское поселение    |
| 311 | Неготино                                               | деревня                 | ↘28                                                                                        | Бурашевское сельское поселение    |
| 312 | Нездылово                                              | деревня                 | 40                                                                                         | Кулицкое сельское поселение       |
| 313 | Некрасово                                              | деревня                 | 404                                                                                        | Красногорское сельское поселение  |
| 314 | Нелидово                                               | деревня                 | 1                                                                                          | Верхневолжское сельское поселение |
| 315 | Непеино                                                | деревня                 | ↗15                                                                                        | Тургиновское сельское поселение   |
| 316 | Нестерово                                              | деревня                 | ↘248                                                                                       | Верхневолжское сельское поселение |
| 317 | Нестерово                                              | деревня                 | ↘20                                                                                        | Каблуковское сельское поселение   |
| 318 | Нефедьево                                              | деревня                 | 6                                                                                          | Славновское сельское поселение    |
| 319 | Нешарово                                               | деревня                 | 1                                                                                          | Верхневолжское сельское поселение |
| 320 | Никола                                                 | деревня                 | 34                                                                                         | Михайловское сельское поселение   |
| 321 | Николо-Малица                                          | деревня                 | ↗386                                                                                       | Заволжское сельское поселение     |
| 322 | Никольское                                             | село                    | ↗1323                                                                                      | Никулинское сельское поселение    |
| 323 | Никулино                                               | деревня                 | ↘859                                                                                       | Никулинское сельское поселение    |
| 324 | Новая Ведерня                                          | деревня                 | 6                                                                                          | Каблуковское сельское поселение   |
| 325 | Новая Слобода                                          | деревня                 | 26                                                                                         | Славновское сельское поселение    |
| 326 | Новенькое                                              | деревня                 | 1                                                                                          | Бурашевское сельское поселение    |
| 327 | Новенькое                                              | деревня                 | 26                                                                                         | Михайловское сельское поселение   |
| 328 | Новинки                                                | деревня                 | 6                                                                                          | Бурашевское сельское поселение    |
| 329 | Новинки                                                | деревня                 | ↘74                                                                                        | Заволжское сельское поселение     |
| 330 | Новинки                                                | деревня                 | ↘1                                                                                         | Тургиновское сельское поселение   |
| 331 | Новое                                                  | деревня                 | ↘40                                                                                        | Верхневолжское сельское поселение |
| 332 | Новое Брянцево                                         | деревня                 | 82                                                                                         | Черногубовское сельское поселение |
| 333 | Новое Семёновское                                      | деревня                 | ↘152                                                                                       | Эммаусское сельское поселение     |
| 334 | Новое Чопрово                                          | деревня                 | 37                                                                                         | Кулицкое сельское поселение       |
| 335 | Новоселово                                             | деревня                 | 0                                                                                          | Каблуковское сельское поселение   |
| 336 | Новосельцы                                             | деревня                 | 9                                                                                          | Кулицкое сельское поселение       |
| 337 | Новосельцы                                             | деревня                 | ↗6                                                                                         | Медновское сельское поселение     |
| 338 | Новый Городок                                          | деревня                 | ↘0                                                                                         | Верхневолжское сельское поселение |
| 339 | Носово                                                 | деревня                 | ↘1                                                                                         | Медновское сельское поселение     |
| 340 | Обухово                                                | деревня                 | 49                                                                                         | Бурашевское сельское поселение    |
| 341 | Оздихово                                               | деревня                 | 0                                                                                          | Верхневолжское сельское поселение |
| 342 | Озерецкое                                              | деревня                 | 1                                                                                          | Верхневолжское сельское поселение |
| 343 | Олбово                                                 | деревня                 | 22                                                                                         | Кулицкое сельское поселение       |
| 344 | Опарино                                                | деревня                 | 44                                                                                         | Никулинское сельское поселение    |
| 345 | Оритово                                                | деревня                 | 0                                                                                          | Заволжское сельское поселение     |
| 346 | Орудово                                                | деревня                 | 116                                                                                        | Михайловское сельское поселение   |
| 347 | Орша                                                   | деревня                 | ↗84                                                                                        | Каблуковское сельское поселение   |
| 348 | Орша                                                   | пгт                     | ↘1974                                                                                      | посёлок Орша                      |
| 349 | Осекино                                                | деревня                 | 1                                                                                          | Бурашевское сельское поселение    |
| 350 | Осинки                                                 | деревня                 | ↗12                                                                                        | Медновское сельское поселение     |
| 351 | Отдельные Дома Госпиталя Инвалидов Отечественной Войны | населённый пункт        | 115                                                                                        | Черногубовское сельское поселение |
| 352 | Отдельные Дома Санатория Черногубово                   | населённый пункт        | 331                                                                                        | Черногубовское сельское поселение |
| 353 | Отмичи                                                 | деревня                 | ↘8                                                                                         | Заволжское сельское поселение     |
| 354 | Отрада                                                 | деревня                 | 1                                                                                          | Верхневолжское сельское поселение |
| 355 | Ошурково                                               | деревня                 | ↘11                                                                                        | Эммаусское сельское поселение     |
| 356 | Павловское                                             | деревня                 | 19                                                                                         | Черногубовское сельское поселение |
| 357 | Палагино                                               | деревня                 | 9                                                                                          | Кулицкое сельское поселение       |
| 358 | Палкино                                                | деревня                 | 139                                                                                        | Никулинское сельское поселение    |
| 359 | Панигино                                               | деревня                 | 26                                                                                         | Верхневолжское сельское поселение |
| 360 | Панино                                                 | деревня                 | 32                                                                                         | Бурашевское сельское поселение    |
| 361 | Панино                                                 | деревня                 | 1                                                                                          | Славновское сельское поселение    |
| 362 | Пантелеево                                             | деревня                 | 16                                                                                         | Славновское сельское поселение    |
| 363 | Пасынково                                              | деревня                 | ↘123                                                                                       | Эммаусское сельское поселение     |
| 364 | Пенчино                                                | деревня                 | ↗33                                                                                        | Тургиновское сельское поселение   |
| 365 | Пепелышево                                             | деревня                 | ↗11                                                                                        | Черногубовское сельское поселение |
| 366 | Первомайские Горки                                     | деревня                 | 171                                                                                        | Кулицкое сельское поселение       |
| 367 | Перехожее                                              | деревня                 | ↗19                                                                                        | Медновское сельское поселение     |
| 368 | Перхурово                                              | деревня                 | 12                                                                                         | Щербининское сельское поселение   |
| 369 | Пестово                                                | деревня                 | 80                                                                                         | Бурашевское сельское поселение    |
| 370 | Петровское                                             | село                    | ↘344                                                                                       | Верхневолжское сельское поселение |
| 371 | Петрушино                                              | деревня                 | 24                                                                                         | Бурашевское сельское поселение    |
| 372 | Пирогово                                               | деревня                 | 24                                                                                         | Верхневолжское сельское поселение |
| 373 | Писково                                                | деревня                 | 0                                                                                          | Верхневолжское сельское поселение |
| 374 | Пищалкино                                              | деревня                 | 46                                                                                         | Аввакумовское сельское поселение  |
| 375 | Пищулино                                               | деревня                 | 15                                                                                         | Красногорское сельское поселение  |
| 376 | Погорелово                                             | деревня                 | ↘22                                                                                        | Тургиновское сельское поселение   |
| 377 | Погорельцы                                             | деревня                 | 1                                                                                          | Славновское сельское поселение    |
| 378 | Поддубки                                               | деревня                 | 27                                                                                         | Бурашевское сельское поселение    |
| 379 | Поддубки                                               | деревня                 | ↘45                                                                                        | Медновское сельское поселение     |
| 380 | Поддубье                                               | деревня                 | 60                                                                                         | Каблуковское сельское поселение   |
| 381 | Подолово                                               | деревня                 | 0                                                                                          | Верхневолжское сельское поселение |
| 382 | Покровское                                             | село                    | ↘15                                                                                        | Бурашевское сельское поселение    |
| 383 | Полубратово                                            | деревня                 | ↘5                                                                                         | Верхневолжское сельское поселение |
| 384 | Полукарпово                                            | деревня                 | ↘21                                                                                        | Эммаусское сельское поселение     |
| 385 | Полупустошь                                            | деревня                 | ↘12                                                                                        | Медновское сельское поселение     |
| 386 | Полустово                                              | деревня                 | ↘8                                                                                         | Медновское сельское поселение     |
| 387 | Полянское                                              | деревня                 | 14                                                                                         | Славновское сельское поселение    |
| 388 | Поминово                                               | деревня                 | 9                                                                                          | Бурашевское сельское поселение    |
| 389 | Поминово                                               | деревня                 | ↘11                                                                                        | Тургиновское сельское поселение   |
| 390 | Помисово                                               | деревня                 | 12                                                                                         | Славновское сельское поселение    |
| 391 | Пономарьково                                           | деревня                 | 0                                                                                          | Верхневолжское сельское поселение |
| 392 | Попцово                                                | деревня                 | ↗5                                                                                         | Тургиновское сельское поселение   |
| 393 | Порожки                                                | деревня                 | ↘20                                                                                        | Медновское сельское поселение     |
| 394 | Порядино                                               | деревня                 | 1                                                                                          | Красногорское сельское поселение  |
| 395 | Почеп                                                  | деревня                 | 13                                                                                         | Славновское сельское поселение    |
| 396 | Починки                                                | деревня                 | 13                                                                                         | Верхневолжское сельское поселение |
| 397 | Прибытково                                             | деревня                 | ↘26                                                                                        | Эммаусское сельское поселение     |
| 398 | Прокофьево                                             | деревня                 | 13                                                                                         | Верхневолжское сельское поселение |
| 399 | Протасово                                              | деревня                 | 19                                                                                         | Кулицкое сельское поселение       |
| 400 | Прудище                                                | деревня                 | 41                                                                                         | Никулинское сельское поселение    |
| 401 | Пуково                                                 | деревня                 | 5                                                                                          | Михайловское сельское поселение   |
| 402 | Пургасово                                              | деревня                 | 6                                                                                          | Славновское сельское поселение    |
| 403 | Путилово                                               | деревня                 | ↘5                                                                                         | Красногорское сельское поселение  |
| 404 | Путиловские Лагеря                                     | населённый пункт        | 0                                                                                          | Красногорское сельское поселение  |
| 405 | Пушкино                                                | село                    | ↘356                                                                                       | Верхневолжское сельское поселение |
| 406 | Пчельниково                                            | деревня                 | 1                                                                                          | Славновское сельское поселение    |
| 407 | Пяткино                                                | деревня                 | 5                                                                                          | Верхневолжское сельское поселение |
| 408 | Рагодино                                               | деревня                 | 35                                                                                         | Кулицкое сельское поселение       |
| 409 | Рагозино                                               | деревня                 | ↘18                                                                                        | Тургиновское сельское поселение   |
| 410 | Раслово                                                | деревня                 | 35                                                                                         | Никулинское сельское поселение    |
| 411 | Ремязино                                               | деревня                 | 7                                                                                          | Верхневолжское сельское поселение |
| 412 | Родионово                                              | деревня                 | ↘1                                                                                         | Медновское сельское поселение     |
| 413 | Рождествено                                            | село                    | ↘411                                                                                       | Каблуковское сельское поселение   |
| 414 | Рождество                                              | деревня                 | ↘6                                                                                         | Медновское сельское поселение     |
| 415 | Романово                                               | деревня                 | ↘340                                                                                       | Медновское сельское поселение     |
| 416 | Романово                                               | деревня                 | ↘25                                                                                        | Славновское сельское поселение    |
| 417 | Рубцово                                                | деревня                 | 12                                                                                         | Красногорское сельское поселение  |
| 418 | Ручково                                                | деревня                 | 1                                                                                          | Верхневолжское сельское поселение |
| 419 | Рылово                                                 | деревня                 | 60                                                                                         | Михайловское сельское поселение   |
| 420 | Рябеево                                                | деревня                 | 16                                                                                         | Никулинское сельское поселение    |
| 421 | Рябинки                                                | деревня                 | 0                                                                                          | Верхневолжское сельское поселение |
| 422 | Рябцево                                                | деревня                 | 5                                                                                          | Верхневолжское сельское поселение |
| 423 | Рязаново                                               | деревня                 | 1341                                                                                       | Верхневолжское сельское поселение |
| 424 | Рязаново                                               | деревня                 | ↘31                                                                                        | Тургиновское сельское поселение   |
| 425 | Савватьево                                             | деревня                 | ↘503                                                                                       | Каблуковское сельское поселение   |
| 426 | Савватьевское Лесничество                              | населённый пункт        | 1                                                                                          | Каблуковское сельское поселение   |
| 427 | Савватьевское Торфопредприятие                         | населённый пункт        | 182                                                                                        | Каблуковское сельское поселение   |
| 428 | Савино                                                 | деревня                 | 8                                                                                          | Верхневолжское сельское поселение |
| 429 | Савино                                                 | деревня                 | ↘238                                                                                       | Заволжское сельское поселение     |
| 430 | Савино                                                 | деревня                 | ↗16                                                                                        | Тургиновское сельское поселение   |
| 431 | Савкино                                                | деревня                 | 16                                                                                         | Славновское сельское поселение    |
| 432 | Садовая                                                | деревня                 | ↘45                                                                                        | Тургиновское сельское поселение   |
| 433 | Садыково                                               | деревня                 | 17                                                                                         | Бурашевское сельское поселение    |
| 434 | Садыково                                               | деревня                 | →1                                                                                         | Кулицкое сельское поселение       |
| 435 | Сакулино                                               | деревня                 | ↘1                                                                                         | Медновское сельское поселение     |
| 436 | Сакулино                                               | деревня                 | 98                                                                                         | Черногубовское сельское поселение |
| 437 | Салыгино                                               | деревня                 | 33                                                                                         | Бурашевское сельское поселение    |
| 438 | Саматово                                               | деревня                 | 1                                                                                          | Верхневолжское сельское поселение |
| 439 | Сапково                                                | деревня                 | 90                                                                                         | Аввакумовское сельское поселение  |
| 440 | Сбынь                                                  | деревня                 | 7                                                                                          | Славновское сельское поселение    |
| 441 | Секирино                                               | деревня                 | 1                                                                                          | Аввакумовское сельское поселение  |
| 442 | Селино                                                 | деревня                 | 50                                                                                         | Верхневолжское сельское поселение |
| 443 | Селино                                                 | деревня                 | ↘54                                                                                        | Тургиновское сельское поселение   |
| 444 | Сельцо                                                 | деревня                 | ↗8                                                                                         | Красногорское сельское поселение  |
| 445 | Сельцо-Подъелышево                                     | деревня                 | 6                                                                                          | Красногорское сельское поселение  |
| 446 | Семеновское                                            | деревня                 | ↗9                                                                                         | Медновское сельское поселение     |
| 447 | Сергеевка                                              | деревня                 | 15                                                                                         | Каблуковское сельское поселение   |
| 448 | Сергеево                                               | деревня                 | →6                                                                                         | Тургиновское сельское поселение   |
| 449 | Сергиевское                                            | деревня                 | ↘1                                                                                         | Медновское сельское поселение     |
| 450 | Сеславье                                               | деревня                 | 12                                                                                         | Красногорское сельское поселение  |
| 451 | Симоново                                               | деревня                 | 36                                                                                         | Бурашевское сельское поселение    |
| 452 | Симоново                                               | деревня                 | 0                                                                                          | Верхневолжское сельское поселение |
| 453 | Симоново                                               | деревня                 | 47                                                                                         | Славновское сельское поселение    |
| 454 | Синцово                                                | деревня                 | ↗10                                                                                        | Бурашевское сельское поселение    |
| 455 | Славное                                                | деревня                 | ↘264                                                                                       | Славновское сельское поселение    |
| 456 | Слобода                                                | деревня                 | ↘223                                                                                       | Медновское сельское поселение     |
| 457 | Слободка                                               | деревня                 | 77                                                                                         | Бурашевское сельское поселение    |
| 458 | Слободка                                               | деревня                 | Получено слишком много сущностей из Викиданные. Количество загруженных сущностей: 500/500. | Верхневолжское сельское поселение |
| 459 | Слободка                                               | деревня                 | Получено слишком много сущностей из Викиданные. Количество загруженных сущностей: 500/500. | Медновское сельское поселение     |
| 460 | Смолино                                                | деревня                 | Получено слишком много сущностей из Викиданные. Количество загруженных сущностей: 500/500. | Эммаусское сельское поселение     |
| 461 | Сокол                                                  | деревня                 | Получено слишком много сущностей из Викиданные. Количество загруженных сущностей: 500/500. | Аввакумовское сельское поселение  |
| 462 | Солодилово                                             | деревня                 | Получено слишком много сущностей из Викиданные. Количество загруженных сущностей: 500/500. | Тургиновское сельское поселение   |
| 463 | Сотцы                                                  | деревня                 | Получено слишком много сущностей из Викиданные. Количество загруженных сущностей: 500/500. | Бурашевское сельское поселение    |
| 464 | Софьино                                                | деревня                 | Получено слишком много сущностей из Викиданные. Количество загруженных сущностей: 500/500. | Михайловское сельское поселение   |
| 465 | Спас На Сози                                           | деревня                 | Получено слишком много сущностей из Викиданные. Количество загруженных сущностей: 500/500. | Каблуковское сельское поселение   |
| 466 | Спирково                                               | деревня                 | Получено слишком много сущностей из Викиданные. Количество загруженных сущностей: 500/500. | Заволжское сельское поселение     |
| 467 | Спичево                                                | деревня                 | Получено слишком много сущностей из Викиданные. Количество загруженных сущностей: 500/500. | Никулинское сельское поселение    |
| 468 | Старая Ведерня                                         | деревня                 | Получено слишком много сущностей из Викиданные. Количество загруженных сущностей: 500/500. | Эммаусское сельское поселение     |
| 469 | Старенькое                                             | деревня                 | Получено слишком много сущностей из Викиданные. Количество загруженных сущностей: 500/500. | Каблуковское сельское поселение   |
| 470 | Старково                                               | деревня                 | Получено слишком много сущностей из Викиданные. Количество загруженных сущностей: 500/500. | Бурашевское сельское поселение    |
| 471 | Старое Брянцево                                        | деревня                 | Получено слишком много сущностей из Викиданные. Количество загруженных сущностей: 500/500. | Заволжское сельское поселение     |
| 472 | Старое Семёновское                                     | деревня                 | Получено слишком много сущностей из Викиданные. Количество загруженных сущностей: 500/500. | Эммаусское сельское поселение     |
| 473 | Старое Чопрово                                         | деревня                 | Получено слишком много сущностей из Викиданные. Количество загруженных сущностей: 500/500. | Кулицкое сельское поселение       |
| 474 | Староселье                                             | деревня                 | Получено слишком много сущностей из Викиданные. Количество загруженных сущностей: 500/500. | Каблуковское сельское поселение   |
| 475 | Старый Погост                                          | деревня                 | Получено слишком много сущностей из Викиданные. Количество загруженных сущностей: 500/500. | Щербининское сельское поселение   |
| 476 | Степаньково                                            | деревня                 | Получено слишком много сущностей из Викиданные. Количество загруженных сущностей: 500/500. | Заволжское сельское поселение     |
| 477 | Стешево                                                | деревня                 | Получено слишком много сущностей из Викиданные. Количество загруженных сущностей: 500/500. | Медновское сельское поселение     |
| 478 | Стрельниково                                           | деревня                 | Получено слишком много сущностей из Викиданные. Количество загруженных сущностей: 500/500. | Михайловское сельское поселение   |
| 479 | Стренево                                               | деревня                 | Получено слишком много сущностей из Викиданные. Количество загруженных сущностей: 500/500. | Медновское сельское поселение     |
| 480 | Судимирка                                              | деревня                 | Получено слишком много сущностей из Викиданные. Количество загруженных сущностей: 500/500. | Каблуковское сельское поселение   |
| 481 | Сухарево                                               | деревня                 | Получено слишком много сущностей из Викиданные. Количество загруженных сущностей: 500/500. | Тургиновское сельское поселение   |
| 482 | Суховерково                                            | пгт                     | ↘562                                                                                       | посёлок Суховерково               |
| 483 | Сухой Ручей                                            | деревня                 | Получено слишком много сущностей из Викиданные. Количество загруженных сущностей: 500/500. | Заволжское сельское поселение     |
| 484 | Сушково                                                | деревня                 | Получено слишком много сущностей из Викиданные. Количество загруженных сущностей: 500/500. | Бурашевское сельское поселение    |
| 485 | Табуково                                               | деревня                 | Получено слишком много сущностей из Викиданные. Количество загруженных сущностей: 500/500. | Верхневолжское сельское поселение |
| 486 | Тальниково                                             | деревня                 | Получено слишком много сущностей из Викиданные. Количество загруженных сущностей: 500/500. | Славновское сельское поселение    |
| 487 | Тверца                                                 | деревня                 | Получено слишком много сущностей из Викиданные. Количество загруженных сущностей: 500/500. | Кулицкое сельское поселение       |
| 488 | Телятьево                                              | деревня                 | Получено слишком много сущностей из Викиданные. Количество загруженных сущностей: 500/500. | Верхневолжское сельское поселение |
| 489 | Тенешкино                                              | деревня                 | Получено слишком много сущностей из Викиданные. Количество загруженных сущностей: 500/500. | Каблуковское сельское поселение   |
| 490 | Теребино                                               | деревня                 | Получено слишком много сущностей из Викиданные. Количество загруженных сущностей: 500/500. | Кулицкое сельское поселение       |
| 491 | Терехово                                               | деревня                 | Получено слишком много сущностей из Викиданные. Количество загруженных сущностей: 500/500. | Аввакумовское сельское поселение  |
| 492 | Тестово                                                | деревня                 | Получено слишком много сущностей из Викиданные. Количество загруженных сущностей: 500/500. | Славновское сельское поселение    |
| 493 | Тешелово                                               | деревня                 | Получено слишком много сущностей из Викиданные. Количество загруженных сущностей: 500/500. | Каблуковское сельское поселение   |
| 494 | Титово                                                 | деревня                 | Получено слишком много сущностей из Викиданные. Количество загруженных сущностей: 500/500. | Верхневолжское сельское поселение |
| 495 | Титово                                                 | деревня                 | Получено слишком много сущностей из Викиданные. Количество загруженных сущностей: 500/500. | Тургиновское сельское поселение   |
| 496 | Тованово                                               | деревня                 | Получено слишком много сущностей из Викиданные. Количество загруженных сущностей: 500/500. | Славновское сельское поселение    |
| 497 | Трестино                                               | деревня                 | Получено слишком много сущностей из Викиданные. Количество загруженных сущностей: 500/500. | Кулицкое сельское поселение       |
| 498 | Третьяково                                             | деревня                 | Получено слишком много сущностей из Викиданные. Количество загруженных сущностей: 500/500. | Верхневолжское сельское поселение |
| 499 | Троица                                                 | деревня                 | Получено слишком много сущностей из Викиданные. Количество загруженных сущностей: 500/500. | Медновское сельское поселение     |
| 500 | Троицкое                                               | деревня                 | Получено слишком много сущностей из Викиданные. Количество загруженных сущностей: 500/500. | Бурашевское сельское поселение    |
| 501 | Трояново                                               | деревня                 | Получено слишком много сущностей из Викиданные. Количество загруженных сущностей: 500/500. | Никулинское сельское поселение    |
| 502 | Трубино                                                | деревня                 | Получено слишком много сущностей из Викиданные. Количество загруженных сущностей: 500/500. | Кулицкое сельское поселение       |
| 503 | Труд                                                   | деревня                 | Получено слишком много сущностей из Викиданные. Количество загруженных сущностей: 500/500. | Черногубовское сельское поселение |
| 504 | Труново                                                | деревня                 | Получено слишком много сущностей из Викиданные. Количество загруженных сущностей: 500/500. | Щербининское сельское поселение   |
| 505 | Тряхинькино                                            | деревня                 | Получено слишком много сущностей из Викиданные. Количество загруженных сущностей: 500/500. | Верхневолжское сельское поселение |
| 506 | Тураево                                                | деревня                 | Получено слишком много сущностей из Викиданные. Количество загруженных сущностей: 500/500. | Верхневолжское сельское поселение |
| 507 | Турбаза «Лисицкий Бор»                                 | населённый пункт        | Получено слишком много сущностей из Викиданные. Количество загруженных сущностей: 500/500. | Каблуковское сельское поселение   |
| 508 | Тургиново                                              | деревня                 | Получено слишком много сущностей из Викиданные. Количество загруженных сущностей: 500/500. | Михайловское сельское поселение   |
| 509 | Тургиново                                              | село                    | Получено слишком много сущностей из Викиданные. Количество загруженных сущностей: 500/500. | Тургиновское сельское поселение   |
| 510 | Турово                                                 | деревня                 | Получено слишком много сущностей из Викиданные. Количество загруженных сущностей: 500/500. | Бурашевское сельское поселение    |
| 511 | Тутань                                                 | деревня                 | Получено слишком много сущностей из Викиданные. Количество загруженных сущностей: 500/500. | Медновское сельское поселение     |
| 512 | Тухинь                                                 | деревня                 | Получено слишком много сущностей из Викиданные. Количество загруженных сущностей: 500/500. | Медновское сельское поселение     |
| 513 | Ульяново                                               | деревня                 | Получено слишком много сущностей из Викиданные. Количество загруженных сущностей: 500/500. | Верхневолжское сельское поселение |
| 514 | Устиново                                               | деревня                 | Получено слишком много сущностей из Викиданные. Количество загруженных сущностей: 500/500. | Верхневолжское сельское поселение |
| 515 | Устье                                                  | деревня                 | Получено слишком много сущностей из Викиданные. Количество загруженных сущностей: 500/500. | Кулицкое сельское поселение       |
| 516 | Федоровское                                            | деревня                 | Получено слишком много сущностей из Викиданные. Количество загруженных сущностей: 500/500. | Верхневолжское сельское поселение |
| 517 | Федосово                                               | деревня                 | Получено слишком много сущностей из Викиданные. Количество загруженных сущностей: 500/500. | Щербининское сельское поселение   |
| 518 | Федоткино                                              | деревня                 | Получено слишком много сущностей из Викиданные. Количество загруженных сущностей: 500/500. | Медновское сельское поселение     |
| 519 | Федурино                                               | деревня                 | Получено слишком много сущностей из Викиданные. Количество загруженных сущностей: 500/500. | Верхневолжское сельское поселение |
| 520 | Фенино                                                 | деревня                 | Получено слишком много сущностей из Викиданные. Количество загруженных сущностей: 500/500. | Медновское сельское поселение     |
| 521 | Ферязкино                                              | деревня                 | Получено слишком много сущностей из Викиданные. Количество загруженных сущностей: 500/500. | Тургиновское сельское поселение   |
| 522 | Фефелово                                               | деревня                 | Получено слишком много сущностей из Викиданные. Количество загруженных сущностей: 500/500. | Бурашевское сельское поселение    |
| 523 | Филипцево                                              | деревня                 | Получено слишком много сущностей из Викиданные. Количество загруженных сущностей: 500/500. | Верхневолжское сельское поселение |
| 524 | Харитоново                                             | деревня                 | Получено слишком много сущностей из Викиданные. Количество загруженных сущностей: 500/500. | Медновское сельское поселение     |
| 525 | Хомутово                                               | деревня                 | Получено слишком много сущностей из Викиданные. Количество загруженных сущностей: 500/500. | Верхневолжское сельское поселение |
| 526 | Хотмирово                                              | деревня                 | Получено слишком много сущностей из Викиданные. Количество загруженных сущностей: 500/500. | Каблуковское сельское поселение   |
| 527 | Хохряково                                              | деревня                 | Получено слишком много сущностей из Викиданные. Количество загруженных сущностей: 500/500. | Славновское сельское поселение    |
| 528 | Царево                                                 | деревня                 | Получено слишком много сущностей из Викиданные. Количество загруженных сущностей: 500/500. | Верхневолжское сельское поселение |
| 529 | Цветково                                               | деревня                 | Получено слишком много сущностей из Викиданные. Количество загруженных сущностей: 500/500. | Бурашевское сельское поселение    |
| 530 | Чадово                                                 | деревня                 | Получено слишком много сущностей из Викиданные. Количество загруженных сущностей: 500/500. | Заволжское сельское поселение     |
| 531 | Черногубово                                            | деревня                 | Получено слишком много сущностей из Викиданные. Количество загруженных сущностей: 500/500. | Черногубовское сельское поселение |
| 532 | Чеченино                                               | деревня                 | Получено слишком много сущностей из Викиданные. Количество загруженных сущностей: 500/500. | Верхневолжское сельское поселение |
| 533 | Чудово                                                 | деревня                 | Получено слишком много сущностей из Викиданные. Количество загруженных сущностей: 500/500. | Щербининское сельское поселение   |
| 534 | Чуприно                                                | деревня                 | Получено слишком много сущностей из Викиданные. Количество загруженных сущностей: 500/500. | Кулицкое сельское поселение       |
| 535 | Чуприяновка                                            | железнодорожная станция | Получено слишком много сущностей из Викиданные. Количество загруженных сущностей: 500/500. | Щербининское сельское поселение   |
| 536 | Чуприяново                                             | деревня                 | Получено слишком много сущностей из Викиданные. Количество загруженных сущностей: 500/500. | Щербининское сельское поселение   |
| 537 | Шаблино                                                | деревня                 | Получено слишком много сущностей из Викиданные. Количество загруженных сущностей: 500/500. | Черногубовское сельское поселение |
| 538 | Шалайково                                              | деревня                 | Получено слишком много сущностей из Викиданные. Количество загруженных сущностей: 500/500. | Красногорское сельское поселение  |
| 539 | Шапкино                                                | деревня                 | Получено слишком много сущностей из Викиданные. Количество загруженных сущностей: 500/500. | Медновское сельское поселение     |
| 540 | Шепелево                                               | деревня                 | Получено слишком много сущностей из Викиданные. Количество загруженных сущностей: 500/500. | Медновское сельское поселение     |
| 541 | Шернево                                                | деревня                 | Получено слишком много сущностей из Викиданные. Количество загруженных сущностей: 500/500. | Заволжское сельское поселение     |
| 542 | Шестино                                                | деревня                 | Получено слишком много сущностей из Викиданные. Количество загруженных сущностей: 500/500. | Славновское сельское поселение    |
| 543 | Шигалово                                               | деревня                 | Получено слишком много сущностей из Викиданные. Количество загруженных сущностей: 500/500. | Никулинское сельское поселение    |
| 544 | Шилово                                                 | деревня                 | Получено слишком много сущностей из Викиданные. Количество загруженных сущностей: 500/500. | Верхневолжское сельское поселение |
| 545 | Шипулино                                               | деревня                 | Получено слишком много сущностей из Викиданные. Количество загруженных сущностей: 500/500. | Бурашевское сельское поселение    |
| 546 | Ширяево                                                | деревня                 | Получено слишком много сущностей из Викиданные. Количество загруженных сущностей: 500/500. | Славновское сельское поселение    |
| 547 | Ширяково                                               | деревня                 | Получено слишком много сущностей из Викиданные. Количество загруженных сущностей: 500/500. | Заволжское сельское поселение     |
| 548 | Шокорово                                               | деревня                 | Получено слишком много сущностей из Викиданные. Количество загруженных сущностей: 500/500. | Бурашевское сельское поселение    |
| 549 | Шульгино                                               | деревня                 | Получено слишком много сущностей из Викиданные. Количество загруженных сущностей: 500/500. | Красногорское сельское поселение  |
| 550 | Шутово                                                 | деревня                 | Получено слишком много сущностей из Викиданные. Количество загруженных сущностей: 500/500. | Медновское сельское поселение     |
| 551 | Щекотово                                               | деревня                 | Получено слишком много сущностей из Викиданные. Количество загруженных сущностей: 500/500. | Медновское сельское поселение     |
| 552 | Щербинино                                              | деревня                 | Получено слишком много сущностей из Викиданные. Количество загруженных сущностей: 500/500. | Щербининское сельское поселение   |
| 553 | Щербово                                                | деревня                 | Получено слишком много сущностей из Викиданные. Количество загруженных сущностей: 500/500. | Заволжское сельское поселение     |
| 554 | Щукино                                                 | деревня                 | Получено слишком много сущностей из Викиданные. Количество загруженных сущностей: 500/500. | Славновское сельское поселение    |
| 555 | Эммаусс                                                | посёлок                 | Получено слишком много сущностей из Викиданные. Количество загруженных сущностей: 500/500. | Эммаусское сельское поселение     |
| 556 | Эммаусс                                                | село                    | Получено слишком много сущностей из Викиданные. Количество загруженных сущностей: 500/500. | Эммаусское сельское поселение     |
| 557 | Эммаусская Школа-Интернат                              | населённый пункт        | Получено слишком много сущностей из Викиданные. Количество загруженных сущностей: 500/500. | Эммаусское сельское поселение     |
| 558 | Юрьевское                                              | деревня                 | Получено слишком много сущностей из Викиданные. Количество загруженных сущностей: 500/500. | Каблуковское сельское поселение   |
| 559 | Якимово                                                | деревня                 | Получено слишком много сущностей из Викиданные. Количество загруженных сущностей: 500/500. | Верхневолжское сельское поселение |
| 560 | Якимцево                                               | деревня                 | Получено слишком много сущностей из Викиданные. Количество загруженных сущностей: 500/500. | Бурашевское сельское поселение    |
| 561 | Яковлево                                               | деревня                 | Получено слишком много сущностей из Викиданные. Количество загруженных сущностей: 500/500. | Бурашевское сельское поселение    |
| 562 | Яковлево                                               | деревня                 | Получено слишком много сущностей из Викиданные. Количество загруженных сущностей: 500/500. | Михайловское сельское поселение   |
| 563 | Якутино                                                | деревня                 | Получено слишком много сущностей из Викиданные. Количество загруженных сущностей: 500/500. | Верхневолжское сельское поселение |
| 564 | Якшино                                                 | деревня                 | Получено слишком много сущностей из Викиданные. Количество загруженных сущностей: 500/500. | Красногорское сельское поселение  |
| 565 | Яменское                                               | деревня                 | Получено слишком много сущностей из Викиданные. Количество загруженных сущностей: 500/500. | Бурашевское сельское поселение    |
| 566 | Ямки                                                   | деревня                 | Получено слишком много сущностей из Викиданные. Количество загруженных сущностей: 500/500. | Каблуковское сельское поселение   |
| 567 | Ямок                                                   | деревня                 | Получено слишком много сущностей из Викиданные. Количество загруженных сущностей: 500/500. | Медновское сельское поселение     |
| 568 | Ярково                                                 | деревня                 | Получено слишком много сущностей из Викиданные. Количество загруженных сущностей: 500/500. | Заволжское сельское поселение     |
| 569 | Ярнево                                                 | деревня                 | Получено слишком много сущностей из Викиданные. Количество загруженных сущностей: 500/500. | Верхневолжское сельское поселение |

В 2018 году деревня Алексеевское (в районе с. Покровское) переименована в Малое Алексеевское.
Упразднённые населённые пункты:
- 1999 год — деревни Демьяново, Ивашево, Дачи, Никольская Слободка, Саморезово, Сущево[37]

## Экономика
- SKF Тверь — производство буксовых узлов подвижного состава железных дорог и метрополитена
- ООО «Джейбил»(Jabil Circuit). В 2010 год предприятие выпускало 448 тысяч телевизоров, здесь трудоустроено 198 человек. Выручка от продаж 2009 год 1,774 млрд рублей.
- ООО «Паулиг Рус» — кофеобжарочный завод
- ООО Полиграфический комплекс «Парето-Принт»
- «Хитачи Констракшн Машинери Евразия Мануфэкчеринг» — производство экскаваторов
- ООО Хюскер (планируется) — производство геотекстиля

Важным направлением экономики района является пригородное сельское хозяйство: животноводство и птицеводство:
- ОАО племзавод «Заволжское» — животноводство
- птицефабрика «Тверской птицеводческий комплекс»
- Птицефабрика «Верхневолжская»

## Транспорт

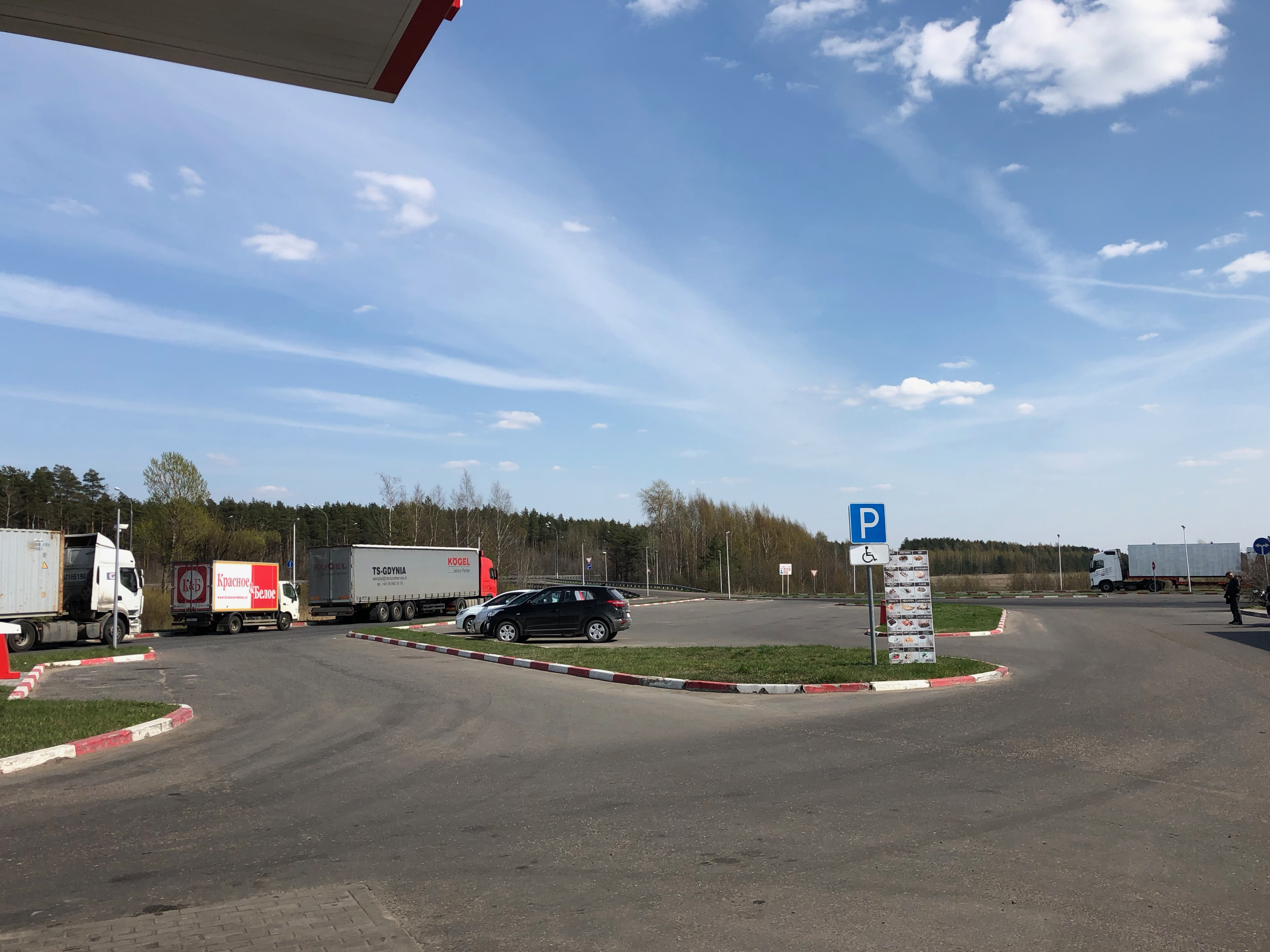
Заправка на М10

Район имеет выгодное транспортное расположение. По нему проходят железнодорожная магистраль «Москва — Санкт-Петербург», автомагистраль М10 «Россия», автодороги «Тверь— Ржев», «Тверь—Бежецк—Весьегонск—Устюжина», «Тверь—Лотошино—Шаховская—Уваровка» и другие.

## Археология
- Избрижский могильник X—XII веков (Избрижье-1) в селе Избрижье известен находками большого количества украшений древнерусского костюма: застёжки-фибулы, браслеты, перстни, шейные гривны; украшений головного убора: браслетообразные височные кольца с завязанными концами изготовлены из серебряной проволоки[38][39][40][41]. Могильник был отнесён Ф. Х. Арслановой к культуре кривичей[42].

## В районе родились
- Путин, Владимир Спиридонович (д. Поминово) — отец Владимира Путина;
- Захаров, Матвей Васильевич (д. Войлово) — Маршал Советского Союза, дважды Герой Советского Союза;
- Шлёмин, Иван Тимофеевич (д. Труново) — генерал-лейтенант, Герой Советского Союза;
- Лемешев, Сергей Яковлевич (д. Князево) — оперный певец, народный артист СССР (1950);
- Васильева, Вера Кузьминична (д. Сухой Ручей) — актриса театра и кино, народная артистка СССР (1986);
- Серов, Владимир Александрович (c. Эммаус) — советский живописец и график, педагог; народный художник СССР, дважды лауреат Сталинской премии;
- Курочкин, Михаил Алексеевич (д. Яменское) — генерал-майор, офицер Ордена Британской Империи.